# Список керівників держав 1713 року
Список керівників держав 1713 року — це перелік правителів країн світу 1713 року.
Список керівників держав 1712 року — 1713 рік — Список керівників держав 1714 року — Список керівників держав за роками

## Європа
- Королева Великої Британії Анна Стюарт (1707—1714)
- Балканський півострів
  - Князь-єпископство Чорногорія — Данило Петрович-Негош (1697—1735)
- Балтія
  - Герцогство Курляндії і Семигалії — Анна, майбутня російська імператриця (1711—1730)
- Італія
  - Венеційська республіка — дож Джованні II Корнаро (1709—1722)
  - Гуастальське графство — Вінченцо Гонзага (1706—1714)
  - Герцогство Масси і Каррари — Альберіко III Чібо-Маласпіна (1710—1715)
  - Герцогство Модени і Реджо — Рінальдо д'Есте (1694—1737)
  - Герцогство Парми та П'яченци — Франческо Фарнезе (1694—1727)
  - Неаполітанське королівство — Філіп V (1700—1713); Карл VI (1713—1734)
  - Сардинське королівство — Карл VI Габсбург (1708—1720)
  - Сицилійське королівство — Філіп V (1700—1713); Віктор-Амадей II (1713—1720)
  - Сорське герцогство — Антоніо I Бонкомпаньї (1707—1731)
  - Велике герцогство Тосканське — Козімо III Медічі (1670—1723)
  - Трентське князівство-єпископство — Джованні Мікеле Спаур (1696—1725)
- Кавказ
  - Абхазьке князівство — Ростом Шервашидзе (1700—1730)
  - Арагві (еріставство) (არაგვის საერისთავო) — Георгій I (1696—1723)
  - Газікумухське ханство — Сурхай-хан I (1700—1741)
  - Кабарда — Хасбулатов-мірза (1661-?)
  - Картлі — Вахтанг VI (1711—1714)
  - Гурійське князівство — Георгій Гурієлі (1712—1714)
  - Кахетинське царство — Давид II (1703—1722)
  - Мегрельське князівство — Георгій IV Дадіані (1710—1715)
- Німеччина
  - Австрійське ерцгерцогство — Карл VI Габсбург (1711—1740)
  - Ангальтське князівство — Ангальт-Цербст (князівство) — Карл Вільгельм (1667—1718); Ангальт-Дессау — Леопольд I (1693—1747); Ангальт-Кетен — Леопольд (1704—1728); Ангальт-Бернбург — Віктор I Амадей (1656—1718); Ангальт-Дорнбург — Христіан Авґуст Ангальт-Цербстський (1704—1742)
  - Ансбаське князівство — Вільгельм Фрідріх (1703—1723)
  - Баварське герцогство — Максиміліан II (1679—1726)
  - Баден-Баденське маркграфство — Людвиг Георг (1707—1761)
  - Байройтське князівство — Георг Вільгельм (1712—1726)
  - Берзьке герцогство — Йоганн Вільгельм (1679—1716)
  - Берхтесгаденське пробство — Йозеф Клеменс (1688—1723)
  - Бранденбурзьке маркграфство — курфюрст Фрідріх III (1688—1713); Фрідріх-Вільгельм I (1713—1740)
  - Брауншвейг-Вольфенбюттельське герцогство — Антон Ульріх Брауншвейг-Вольфенбюттельський (1704—1714)
  - Бріксенське князівство-єпископство — Каспар Ігнац фон Кюнігль (1703—1747)
  - Вадуцьке графство — Йосиф Венцель I Ліхтенштейн (1712—1718)
  - Вюртемберзьке герцогство — Ебергард Людвіг (1677—1733)
  - Вюрцбурзьке князівство-єпископство — Йоганн Філіп фон Грайфенклау цу Фольратс (1699—1719)
  - Ганноверське курфюрство — Георг I (1698—1727)
  - Гессен-Гомбурзьке ландграфство — Фрідріх III (1708—1746)
  - Гессен-Дармштадтське ландграфство — Ернст Людвіг (1678—1739)
  - Гессен-Кассельське ландграфство — Карл (1670—1730)
  - Гільдесгаймське князівство-єпископство — Йозеф Клеменс (1702—1723)
  - Гогенцоллерн-Гехінген — Фрідріх Вільгельм Гогенцоллерн-Гехінген (1671—1730)
  - Гогенцоллерн-Зігмарінгенське князівство — Майнрад II Гогенцоллерн-Зігмарінген (1689—1715)
  - Гогенцоллерн-Хайгерлоське князівство — Фердинанд Антон Леопольд Гогенцоллерн-Хайгерлох (1702—1750)
  - Зальцбурзька архідієцезія — Франц Антон фон Гаррах цу Рора (1709—1727)
  - Кельнське курфюрство — Йозеф Клеменс (1688—1723)
  - Клебурзьке пфальцграфство — Густав Цвайбрюккенський (1701—1731)
  - Констанцьке князівство-єпископство — Йоганн Франц Шенк фон Штауффенберг (1704—1740)
  - Пфальцьке курфюрство (Курпфальц) — Йоганн Вільгельм (1690—1716)
  - Ліппе-Детмольд — Фрідріх Адольф (1697—1718)
  - Любекське князівство-єпископство — Крістіан Август Гольштейн-Готторпський (1705—1726)
  - Магдебурзьке герцогство — Ніколаус Бартоломеус Міхаель фон Данкельман (1703—1719)
  - Майнцьке курфюрство — Лотар Франц фон Шенборн (1695—1729)
  - Марк (графство) — Фрідріх III (1688—1713); Фрідріх-Вільгельм I (1713—1740)
  - Мекленбург-Шверінське герцогство — Фрідріх Вільгельм I Мекленбурзький (1692—1713); Карл Леопольд Мекленбург-Шверинський (1713—1747)
  - Велике герцогство Мекленбург-Штреліцьке — Адольф Фрідріх III Мекленбург-Штреліцький (1708—1752)
  - Нассау-Зіген — Фрідріх-Вільгельм-Адольф Нассау-Зігенський (1707—1722)
  - Нассау-Саарбрюккен — Луїс Крато (1677—1713); Карл Людвіг (1713—1723)
  - Ольденбурзьке графство — Фредерік IV (1699—1730)
  - Королівство Пруссія — Фрідріх I (1701—1713); Фрідріх-Вільгельм I (1713—1740)
  - Пфальц-Зульцбах — Теодор Есташ Зульцбаський (1708—1732)
  - Пфальц-Цвайбрюккен — Карл XII (1697—1718)
  - Ранцау (графство) — Крістіан Детлев цу Ранцау (1697—1721)
  - Рейс-Еберсдорф — Генріх XXIX (1711—1747)
  - Рітберзьке графство — Марія Ернестина Франциска (1699—1746)
  - Саксен-Гота-Альтенбурзьке герцогство — Фрідріх II (1691—1732)
  - Саксен-Веймар — Вільгельм Ернст Саксен-Веймарський (1683—1728)
  - Саксен-Кобург-Заальфельд — Йоганн Ернст Саксен-Кобург-Заальфельдський (1699—1722)
  - Саксен-Майнінгенське герцогство — Ернст Людвіг I (1706—1724)
  - Шаумбург-Ліппське князівство — Фрідріх Крістіан (1681—1728)
  - Шварцбург-Рудольштадтське князівство — Людвіг Фрідріх I (1710—1718)
- Піренейський півострів
  - Іспанське королівство — Філіп V (1700—1724)
  - Португальське королівство — король Жуан V (1706—1750)
- Польща — Август II Фрідріх (1709—1733)
  - Берутувське князівство — Карл Вюртемберг-Бернштадтський (1697—1745)
  - Олесницьке князівство — Карл Фрідріх II Вюртемберг-Ельс (1704—1744)
  - Тешинське герцогство — Карл VI Габсбург (1711—1722)
- Московське царство — Петро I (1696—1721)
- Румунія; Молдова
  - Волоське князівство — господар Константін Бринковяну (1688—1714)
  - Молдавське князівство — Ніколаос Маврокордатос (1711—1715)
- Скандинавія
  - король Данії — Фредерік IV (1699—1730)
  - Король Норвегії — Фредерік IV (1699—1730)
  - Швеція — Карл XII (1697—1718)
    - Генерал-губернатор Фінляндії — перерва до 1717
- Угорське князівство — король Карл VI Габсбург (1711—1740)
- Україна —
  - Кримське ханство — Девлет II Ґерай (1709—1713); Каплан I Ґерай (1713—1715)
  - Гетьман України —
    - Правобережна Україна; османський протекторат — Петро Іваненко (Петрик) (1709—1722); османський протекторат — Пилип Орлик (1709—1742)
    - Лівобережна Україна — Іван Скоропадський (1708—1722)
- Французьке королівство — Людовик XIV (1643—1715)
  - Люксембурзьке герцогство — Максиміліан II (1712—1713); Карл VI Габсбург (1713—1740)
  - Льєзьке єпископство — Йозеф Клеменс (1694—1723)
  - Монбельярське графство — Леопольд Ебергард (1699—1723)
  - Монако — князь Антуан І (1701—1731)
  - Оранське князівство — Вільгельм IV Оранський (1711—1751)
  - Савойське герцогство — Віктор-Амадей II (1675—1732)
- Богемське королівство (Чехія) — Карл VI Габсбург (1711—1740)
- Шотландія
- Святий Престол; Папська держава — Папа Римський — Климент XI (1700—1721)
- Вселенський патріарх — Кирило IV Константинопольський (1711—1713); Кипріян І Константинопольський (1713—1714)

## Азія
- Близький Схід
  - Бейхан (емірат) — Хасан (?-?)
  - Заїдська держава Ємену — Мухаммед аль-Магді (1687—1718)
  - Мамлюцький Ірак — Гюржи Гасан-паша (1704—1723)
  - Османська імперія — Ахмед III (1703—1730)
    - Сідон (еялет) — Утман Паша Абу Тавк (1712—1715)

  - Шаріфат Мекки — Саїд II ібн Саад (1711—1717)
  - Халідський емірат — Са'дун бін Мухаммад (1691—1722)
    - Бабан (князівство) — підкорено до 1721

  - Вахіді — Гасан бін Гаді аль-Вахіді (1706—1766)
  - Нижня Яфа — Кахтана ібн Афіф (1700—1720)
- Персія; Середня Азія
  - Сефевідський Іран — Солтан Хусейн (1694—1722)
    - Карабаське беклярбекство — Угурлу-хан II (1702—1722)
    - Кубинське ханство — Султан-Ахмед (1694—1720)
- Індія; Пакистан і Шрі-Ланка
  - Аркот (держава) — наваб Мухаммад Саадатула-хан I (1710—1732)
  - Ахом — Сукрунгфаа (1696—1714)
  - Бахавалпур (князівство) — Мухаммад Мубарак Хан I (1702—1723)
  - Гархвал (держава) — Прадіп-шах (1709—1772)
  - Горкха (королівство) — Прітхвіпаті-шах (1673—1716)
  - Джайпур (князівство) — Джай Сінґх II (1699—1743)
  - Джайсалмер (князівство) — Будх Сінгх (1708—1722)
  - Джодхпур (князівство) — Аджит Сінґх (1678—1724)
  - Імперія Великих Моголів — Джахандар-шах (1712—1713); Фарук-сіяр (1713—1719)
    - Бенгальська суба — Хан-і-Джахан (1712—1713); Джаханґір-Шах Багадур (1713); Музаффар Джанг Мір Джумла (1713—1716)

  - Калат (ханство) — Самандар (1697—1713); Мір Ахмад II (1713—1714)
  - Канді (королівство) — Віра Нарендра Сінха (1707—1739)
  - Колхапур (князівство) — Шиваджі I (1707—1714)
  - Майсур (князівство) — Кантірава Нарасараджа II (1704—1714)
  - Імперія Маратха — Шахуджі (1707—1739); пешва Баладжі Вішванатх (1713—1720)
  - Мевар (князівство) — Санграм Сінґх II (1710—1734)
  - Мустанг (королівство) — Таші Намг'ял (? — ?)
  - джатедар (очільник) сикхів Бінод Сінґх (1711—1716)
  - Сіккім (князівство) — Чакдор Намґ'ял (1700—1717)
  - Тханджавур (князівство) — Серфоджі I (1712—1728)
  - Харан (ханство) — Пурділ (1711—1747)
  - Губернатор Португальської Індії — Васко Фернандес Сезар де Менесес (1712—1717)
- Індонезія; Південно-Східна Азія
  - Ачеський султанат — Джамал уль-Алам Бадр уль-Мунір (1703—1726)
  - Аюттхая (королівство) — Тхайса (1709—1733)
  - Банджармасінський султанат — Тамідуллах I (1708—1717)
  - Бантенський султанат — Абу аль-Махасін Мухаммад Зайнул Абідін (1690—1733)
  - Брунейська імперія — ; Хуссін Камалуддін (1710—1730)
  - Султанат Гова — Сіраджуддін (1711—1735)
  - Джамбійський султанат — Кіай Геде (1687—1719)
  - Джохорський султанат — Абдул Джаліл-шах IV (1699—1720)
  - Матарам (султанат) — Пакубувоно I (1705—1719)
  - Ланна (держава) — під владою Ави до 1727
  - В'єнтьян (королівство) — Сеттатірат II (1707—1730)
  - Луанґпхабанґ (королівство) — Кінґкітсарат (1707—1713); Онг Кхам (1713—1723)
  - Тямпасак (королівство) — Нокасад (1713—1737)
  - Пагаруюнг — Індермасіях (1674—1730)
  - Перак (султанат) — Махмуд Іскандар-шах (1653—1720)
  - Магінданао (султанат) — Мухаммад Джафар Садік (1710—1736)
  - М'яу-У — Сандавізая I (1710—1731)
  - Кедах (султанат) — Мухаммед Джива Зейнал Аділін II (1710—1778)
  - Нгуєн (тюа) — Нгуєн Фук Тю (1691—1725)
  - Самбаський султанат — Умар Акам уд-дін I (1708—1732)
  - Султанат Сулу — Бадаруддін I (1704—1734)
  - Таунгу — Санай Мін (1698—1714)
  - Тернатський султанат — султан Саїд Фатуллах (1689—1714)
  - Тідорський султанат — Гасануддін (1708—1728)
- Кхмерська імперія — Анг Ем (1710—1722)
- Накхонситхаммарат (держава) — ? до 1742
- Китай; Монголія
  - Тибет — боротьба посаду Далай-лами до 1715
  - Династія Цін — Сюаньє (1661—1722)
    - Кумульське ханство — Емін (1711—1740)
- Окінава; Королівство Рюкю — Сьо Кеі (1712—1752)
- Корея
  - Чосон — Сукчон (1674—1720)
- Середня Азія і Сибір
  - Бадахшанське ханство — Сулейман-шах (1706—1713); ?
  - Бухарське ханство — Абу'л-Фаїз-хан (1711—1747)
  - Хотакі. Гільзейське князівство — Мір Вайс (1709—1715)
  - Дарвазьке шахство — Махмуд-шах (1668—1729)
  - Джунгарське ханство — Цеван Рабдан (1697—1727)
  - Казахське ханство — Тауке-хан (1680—1715)
  - Калмицьке ханство — Аюка (1672—1724)
  - Кокандське ханство — Шахрух-бій (1709—1722)
  - Хаттаське ханство — син Афзал-хана (1710—1730)
  - Хівинське ханство — Ядигар-хан (1704—1714)
  - Хошутське ханство — Лхавзан-хан (1703—1717)
  - Яркендське ханство — розкол до 1720
- Японія — Імператор Накамікадо (1709—1735)

## Африка
- Агадес (султанат) — Мухаммад Агг-Абба ібн Мухаммад аль-Мубарак (1687—1721)
- Аджаче — Хуесу Акаба (1685—1716)
- Алжирський еялет — Алі I (1710—1718)
- Аллада (держава) — Ґбагве (? — ? до 1720)
- Імперія Ашанті — Осей Кофі Туту І (1680—1717)
- Багірмі (королівство) — Бар (1707—1722)
- Бамбара (держава) — Бітон Кулібалі (1712—1755)
- Бамум (держава) — мфон Куту (1682—1757)
- Баол (держава) — Лат Сукабе Нгоне (1697—1719)
- Борну — Дунама VII (1700/1704—1722)
- Буганда — Тебандеке (1704—1724)
- Королівство Бурунді — Мвезі III (1709—1739)
- Ваало — Бер Т'яака (1685—1716)
- Варсангалійський султанат — гараад Мохамед V (1705—1750)
- Марокканський султанат — Мулай Ісмаїл (1672—1727)
- Вадайський султанат — Харут аль-Зархір (1707—1747)
- Віда (держава) — Хаффон (1708—1727)
- Волоф (держава) — Бакан-Там Ган (1711—1721)
- Дарфурський султанат — Ахмад Бакр (1682—1722)
- Імператор Ефіопії — Йостос (1711—1716)
- Єгипетський еялет — Велі Мехмед-паша (1711—1714)
- Королівство Імерина — Андріанцімітовіамініандріана (1710—1730)
- Каарта — Бенефалі (1710—1745)
- Кайор — Лат Сукабе Нгоне (1697—1719)
- Калабарі (держава) — Мангі Суку (1680—1720)
- Касандже — Кітумба к'я Калунга (1710-ті)
- Конг (держава) — Секу Уатара (1710—1745)
- Койя (королівство) — Наімбанна I (1680—1720)
- Королівство Конго — Педру IV (1709—1718)
- Луба (імперія) — Каділо Сокела Бота (1705—1725)
- Матамба — Вероніка I (1681—1721)
- Мономотапа — мвене-мутапа Саматамбіре Ньямханду (1712—1735)
- Нрі — Езіміло (1700—1723)
  - Королівство Орунгу — Рето Ндонго (1700—1730?)
- Салум — Сенгане Кеве Ндіає (1696—1726)
- Сеннарський султанат — Баді III (1692—1716)
- Трарза (емірат) — Алі Шанзура (1703—1727)
- Туніс (бейлік) — Аль-Хусейн I (1705—1735)
- Імперія Фута Торо — Гелааджо Джегі (1710—1718)
- Голландська Капська колонія — Віллем Хелот (1711—1714)
- Португальська Західна Африка — Андоніо де Салданья (1709—1713); Жоао Мануель де Норонья (1713—1717)

## Південна Америка
- Віцекоролівство Перу — Дієго Ладрон де Гевара (1710—1716)
- Генерал-капітанство Чилі — Хуан Андрес де Устаріз (1709—1716)

## Північна Америка
- Іспанська Флорида — Франциско де Корколес-і-Мартінес (1706—1716)